# Todd County (Minnesota)
 For alternative betydninger, se Todd County. (Se også artikler, som begynder med Todd County)
Todd County er et county i den amerikanske delstat Minnesota. Todd County ligger i den centrale del af delstaten og grænser op til Wadena County i nord, Cass County i nordøst, Morrison County i øst, Stearns County i syd, Douglas County i vest og mod Otter Tail County i nordvest.
Todd Countys totale areal er 2.536 km² hvoraf 97 km² er vand. I 2000 havde Todd county 24.426 indbyggere. Det administrative centrum ligger i byen Long Prairie.
46°04′N 94°54′V / 46.07°N 94.9°V